# Tvärliden
Tvärliden är ett naturreservat i Norsjö kommun i Västerbottens län.
Området är naturskyddat sedan 2018 och är 154 hektar stort. Reservatet ligger på nordostsluttningen av berget Tvärliden. Reservatet består av brandpräglad barrskog.